# Медно
Медно (на словенски: Medno) е село в Словения, регион Средна Словения, община Любляна. Според Националната статистическа служба на Република Словения през 2015 г. селото има 432 жители.